# Ли Элтус
Ли Элтус (англ. Lee Altus, род. 13 мая 1966, Одесса, Украинская ССР) — американский гитарист из Одессы. Является гитаристом трэш-метал-групп Exodus и Heathen. В настоящее время играет на гитарах ESP — Eclipse, LTD, V, Explorer, Snakebyte. Также играл на Jackson King V.

## Биография
Эмигрировал из СССР ребёнком вместе с родителями. По его собственным словам, из жизни в Советском Союзе помнит, как стоял в очереди за хлебом вместе с матерью, как играл в хоккей с друзьями.
Элтус вместе с Карлом Сэкко из Metal Church в 1984 году основал группу Heathen. Элтус — единственный участник Heathen, игравший на всех студийных альбомах. В 1992 году группа прекратила своё существование, но в 2001 году воссоединилась на фестивале Thrash of the Titans.
В 2005 году Рик Ханолт покидает Exodus по семейным обстоятельствам. На смену ему Гэри Холт приглашает Ли Элтуса. В этом же году Exodus вместе с Элтусом записывают Shovel Headed Kill Machine. В данный момент продолжает играть в Exodus. А в турах альбома Blood In, Blood Out к группе присоединился коллега Ли по Heathen Крэйген Люм, поскольку Гэри занят в туре с группой Slayer.

## Дискография
Exodus
- 2005 — Shovel Headed Kill Machine
- 2007 — The Atrocity Exhibition… Exhibit A
- 2008 — Let There Be Blood
- 2010 — Exhibit B: The Human Condition
- 2014 — Blood In, Blood Out
- 2021 — Persona Non Grata

Heathen
- 1986 — Pray for Death Demo
- 1987 — Breaking the Silence
- 1991 — Victims of Deception
- 2004 — Recovered EP
- 2009 — The Evolution of Chaos
- 2020 — Empire of the Blind